# Virus de l'hepatitis B
El virus de l'hepatitis B, abreujat VHB o HBV de l'anglès Hepatitis B Virus, és una espècie del gènere Orthohepadnavirus, que forma part de la família de virus Hepadnaviridae. Aquest virus és el responsable de l'hepatitis B.
A banda de la freqüent hepatitis crònica, la infecció per VHB pot conduir a cirrosi i carcinoma hepatocel·lular. També s'ha suggerit que pot augmentar el risc de sofrir càncer de pàncrees.

## Classificació
El virus de l'hepatitis B està classificat com a espècie tipus d’Orthohepadnavirus, que conté altres tres espècies: el virus de l'hepatitis d'esquirol de terra, el virus de l'hepatitis de la marmota, i el virus de l'hepatitis B del mico llanut. El gènere es classifica com a part de la família Hepadnaviridae, que conté dos gèneres, l'Avihepadnavirus i una segona que encara no s'ha assignat. Aquesta família de virus no han estat assignats a un cap ordre viral.
S'han trobat virus similars a l'hepatitis B en tots els micos del Vell Món gran (orangutans, gibons, goril·les i ximpanzés) i una mona llanuda del Nou Món el que suggereix un antic origen d'aquest virus en primats.
L'espècie es divideix en quatres grans serotipus (adr, adw, ayr, ayw) basat en els epítops antigènics presents en l'embolcall proteic, i en vuit genotips (A-H) d'acord amb la variació de seqüència global de nucleòtids del genoma. Els genotips tenen diferents distribucions geogràfiques i s'usen per a traçar l'evolució i la transmissió del virus. Les diferències entre els genotips del virus afecten la severitat de la malaltia, la seva evolució i la probabilitat de sofrir complicacions, la resposta al tractament i la possibilitat de vacunació.

## Morfologia

### Estructura

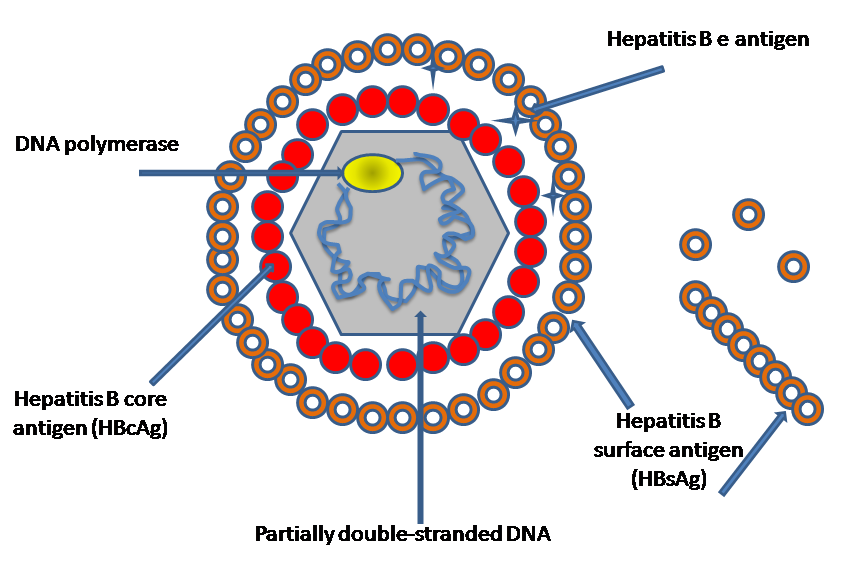
Dibuix esquemàtic de l'estructuració dels diferents tipus de proteïnes sobre la superfície viral.

El virus de l'hepatitis B és un membre de la família hepadnaviridae.
La partícula viral o virió consisteix d'un embolcall lipídic i una nucleocàpsida icosaèdrica de caràcter proteic. La nucleocàpside conté el ADN viral i la ADN polimerasa que té activitat transcriptasa inversa similar a la dels retrovirus.
L'embolcall extern conté proteïnes embegudes que estan involucrades en la unió, adhesió i entrada del virió a l'interior de les cèl·lules diana. El virus és un dels més petits entre els virus animals amb embolcall amb un diàmetre de virió de 42 nm, però hi ha formes pleomòrfiques, incloent-hi cossos filamentosos i esfèrics sense nucli (o core). Aquestes partícules sense nucli no són infeccioses i estan formades de lípid i proteïna que formen part del virió, que s'anomena antigen de superfície (HBsAg), que és produïda en excés durant el cicle de proliferació del virus.

### Components
Consisteix en:
- HBsAg (Hepatitis B surface antigen)
- HBcAg (Hepatitis B core antigen). HBeAg és una variant de plegament d'aquesta.
- ADN polimerasa del virus de l'hepatitis B (Hepatitis B virus DNA polymerase).
- HBx. La funció d'aquesta proteïna encara no és ben coneguda.[10]

El virus de l'hepatitis D requereix (és defectiu) de l'embolcall del VHB per a esdevenir virulent, cosa que pot desembocar amb una perillosa hepatitis fulminant.

## Genoma

L'organització genòmica del VHB. Noteu l'encavalcament dels gens.

### Mida
El genoma del VHB és fet de ADN circular, però és inusual a causa del fet que no és totalment de doble cadena. Un extrem es troba unit a la ADN polimerasa present en el virió. El genoma té una longitud de 3020-3320 nucleòtids (per a la cadena llarga) i 1700-2800 nucleòtids (per a la cadena curta).

### Codificació
El sentit negatiu, no codificant, és complementari a l'ARNm. L'ADN viral es troba al nucli cel·lular moments després de la infecció de la cèl·lula. La cadena doble (parcialment) és completada amb un fragment amb sentit positiu i l'eliminació de la proteïna de l'extrem amb sentit negatiu i una curta seqüència d'ARN del sentit positiu de la cadena. Les bases no codificants són eliminades dels extrems i aquests units.
Hi ha quatre gens codificats en el genoma anomenats C, X, P i S. La proteïna del nucli (HBcAg) és codificada pel gen C. La proteïna HBeAg és produïda pel processament protolític de la proteïna pre-core. L'ADN polimerasa és codificada pel gen P. El gen S codifica l'antigen de superfície (HBsAg). El gen encarregat de la síntesi de HBsAg té una pauta oberta de lectura (ORF) llarga però conté tres codons d'inici (ATG) que divideixen el gen en tres seccions, pre-S1, pre-S2, i S. A causa dels múltiples codons d'inici, es produeixen polipèptids de tres diferents longituds s'anomenen gran, mitjà i petit (pre-S1 + pre-S2 + S, pre-S2 + S, o S). La funció de la proteïna codificada pel gen X no es coneix amb exactitud.

### Genotips
S'han descrit vuit genotips anomenats per lletres de la A a la H.
S'ha descrit un possible nou genotip "I",
però l'acceptació d'aquesta nomenclatura no és universal.
Els diferents genotips podrien respondre al tractament de diferents maneres.
Els genotips difereixen com a mínim un 8% de la seva seqüència i tenen diferents distribucions geogràfiques i això s'ha associat amb la història antropològica. El tipus F que divergeix un 14% de la resta de tipus, és el tipus més divergent dels coneguts. El tipus A és prevalent a Europa, Àfrica i el sud-est asiàtic, incloent-hi les Filipines. Els tipus B i C predominen a Àsia, el tipus D és comú a l'àrea mediterrània l'Orient Mitjà i l'Índia; el tipus E es localitza a l'Àfrica subsahariana; el tipus F (o H) es restringeix a l'Amèrica Central i Amèrica del Sud. El tipus G s'ha trobat a França i Alemanya. Els genotips A, D i F predominen al Brasil i tots els genotips es troben als Estats Units amb freqüències dependents a l'etnicitat.  Els tipus E i F semblen haver-se originat en poblacions aborígens de l'Àfrica i el Nou Món, respectivament.
Entre els genotips s'han descrit 24 subtipus que difereixen entre si un 4-8% de la seqüència del genoma.
El tipus A té 2 subtipus: Aa (A1) a l'Àfrica i l'Àsia i les Filipines; i Ae (A2) a Europa i Estats Units.
El tipus B té dues diferents distribucions geogràfiques: Bj/B1 ('j' - Japó) i Ba/B2 ('a' - Àsia). El tipus Ba s'ha subdividit en dos clades (B2 - B4).
El tipus C té dos tipus subtipus: Cs (C1) al sud-est asiàtic i Ce (C2) a l'est asiàtic. Els subtipus C s'han dividit en cinc clades (C1 - C5). S'ha descrit un sisè clade (C6) a les Filipines, però el 2009 només s'havia documentat un únic aïllament d'aquest tipus.
El tipus C s'associa a Vietnam, Myanmar i Tailàndia; el tipus C1 s'associa amb el tipus C2 amb Japó, Corea i Xina; el tipus 3 amb Nova Caledònia i Polinèsia; C4 amb Austràlia; i el C5 amb les Filipines. S'ha descrit un altre subtipus a Papua, Indonèsia.
El tipus D s'ha dividit en set subtipus (D1 - D7).
El tipus F s'ha subdividit en 4 subtipus (F1 - F4). F1 s'ha subdividit en 1a i 1b. A Veneçuela hi ha els subtipus F1, F2 i F3 que es troben entre els amerindis de l'est i l'oest. Entre els amerindis del sud només s'ha trobat el subtipus F3. Els subtipus Ia, III i IV mostren una distribució geogràfica restringida a l'Amèrica Central, el nord i el sud d'Amèrica del Sud, respectivament.

## Cicle viral

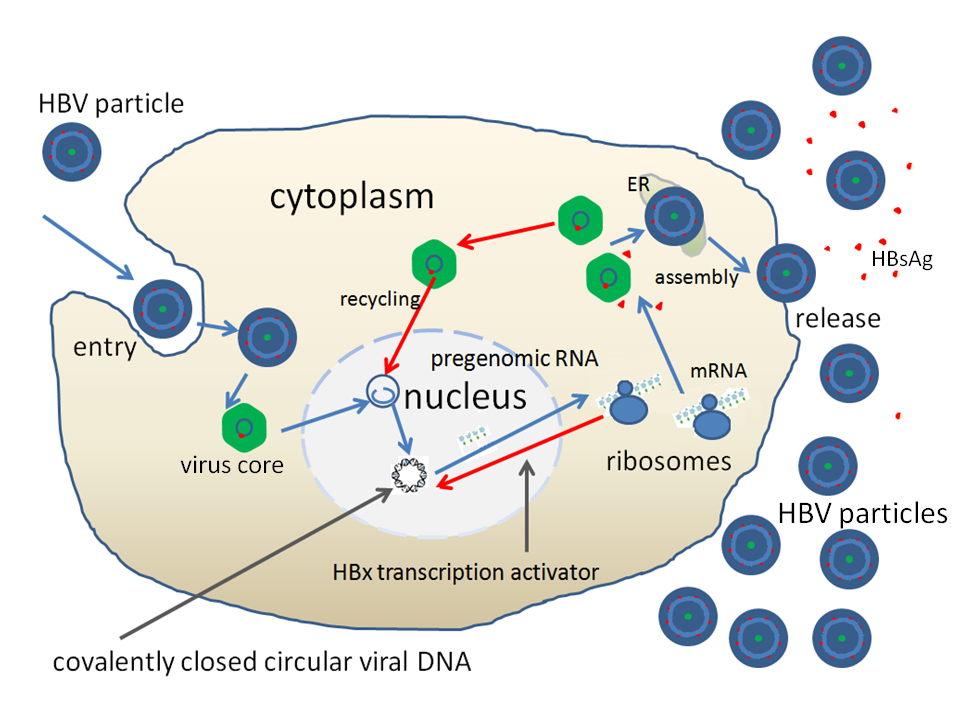
Diagrama representant les diferent fases de la replicació del virus de l'hepatitis B.

El cicle viral del virus de l'hepatitis B és complex. El VHB és un dels pocs virus no pertanyent al grup dels retrovirus que utilitza la transcripció inversa com a part del procés de replicació.
AncoratgeEl virus aconsegueix entrar a la cèl·lula unint-se a un receptor de la superfície cel·lular i entrar-hi per endocitosi. El receptor cèl·lular encara no ha estat identificat tot i això és sospita que és un membre de la família de l'ovoalbúmina dels inhibidors de les serina proteases.
PenetracióLa membrana del virus es fusiona amb la membrana cel·lular de la cèl·lula hoste alliberant l'ARNm i les proteïnes del nucli al citoplasma.
Pèrdua de l'embolcallA causa del fet que el virus es multiplica usant un ARN fabricat pels enzims de l'hoste, l'ARN genòmic del virus s'ha de transferir al nucli cel·lular per proteïnes de l'hoste del tipus xaperona. Les proteïnes del nucli es dissocien l'ADN de doble cadena parcial i esdevé ADN de doble cadena circular tancat covalentment (covalently closed circular DNA, cccDNA) que serveix com a plantilla per a la transcripció de 4 ARNm virals.
ReplicacióEl ARNm més llarg, que és més llarg que el genoma viral, s'usa per fer noves còpies del genoma i per a fer les proteïnes del nucli de la càpside i la ADN polimerasa viral.
MuntatgeAquests quatres transcrits sofreixen un processament addicional i van a formar nous virions que són alliberats de la cèl·lula o retornant al nucli per a produir més còpies.
AlliberamentL'ARNm llarg retorna al citoplasma on la proteïna P del virió sintetitza ADN a través de la seva activitat de transcriptasa inversa.